# أليسون أوين
أليسون أوين (بالإنجليزية: Alison Owen)‏ هي منتجة أفلام بريطانية، ولدت في 18 فبراير 1961 في بورتسموث في المملكة المتحدة.

## وصلات خارجية
- أليسون أوين على موقع IMDb (الإنجليزية)
- أليسون أوين على موقع ألو سيني (الفرنسية)
- أليسون أوين على موقع أول موفي (الإنجليزية)
- أليسون أوين على موقع قاعدة بيانات الأفلام السويدية (السويدية)
- أليسون أوين على موقع قاعدة بيانات الفيلم (الإنجليزية)
- أليسون أوين على موقع كينوبويسك (الروسية)